# أماندا كريستنسن
أماندا كريستنسن (بالسويدية: Amanda Christensen)‏ هي خياطة سويدية، ولدت في 11 مارس 1863، وتوفيت في 6 فبراير 1928.